# کاترین ساکس
کاترین ساکس (انگلیسی: Katrin Saks؛ زادهٔ ۲۹ نوامبر ۱۹۵۶) سیاست‌مدار و روزنامه‌نگار اهل استونی است. وی از سال ۱۹۹۹ تا ۲۰۰۲ وزیر جمعیت و امور قومی استونی بوده است.